# 盖塔拉洼地工程

带有盖塔拉洼地工程路线的地图。
包含所有从地中海到盖塔拉洼地提议的隧道或运河路线。

盖塔拉洼地工程或者简称为盖塔拉工程，是一个可在埃及实施的巨型工程概念，它可与阿斯旺高水坝相媲美，旨在通过在盖塔拉洼地创造一个人工湖来发电。 盖塔拉洼地是一个平均位于海平面以下60米的巨大的且无人居住的沙漠地区。 通过隧道或运河和地中海连接，海水可以进入该地区。 流入的海水因为沙漠气候会迅速蒸发，当流入和蒸发平衡的时候，这样海水就可以源源不断的流入，从而实现水力发电。因为海水蒸发导致其中的盐分不断的累积，最终盖塔拉洼地将变成一片大盐田，只是海拔比现在要高出数十米。
这个提议设想挖掘一条从地中海到洼地的大运河或隧道，根据选择路线的不同，长度在55-100公里之间。 或者是用一条320公里长的管道从位于东北部的罗塞塔尼罗河引流。 为了便于比较，附近的苏伊士运河目前有193公里长。 通过平衡流入和蒸发的水量，湖的高度可以几乎保持不变。 对于具体的湖高度，有几个提议分别是低于海平面50、60和70米。

## 历史
作家儒勒·凡尔纳在他的《入侵大海》中是第一个建议淹没大部分撒哈拉沙漠的人。 而计划使用盖塔拉洼地来发电的则要追溯到1912年的柏林地理学家阿尔布雷希特·彭克。

### 约翰·鲍尔时期
约翰·鲍尔博士在1927年首次对这个问题进行详细论述。 约翰·鲍尔博士也是第一个初步计算出可实现的填充比率、流入速率、发电和盐度。
非埃及人似乎直到第一次世界大战后才知道盖塔拉洼地的存在。 它的"发现"归功于约翰·鲍尔博士(1872-1941)，当时担任埃及调查局的英国主管，在1927年负责监督洼地的制图。他也是第一个提出利用盖塔拉洼地发电的人。1957年，美国中央情报局建议时任总统德怀特·艾森豪威尔，中东的和平可以通过淹没盖塔拉洼地来实现。根据美国中央情报局的说法，这个人工造出的湖将有四个好处：
- 这将是壮观和和平的。
- 这将极大的改变相邻地区的气候。
- 在建造期间提供工作并且在完成后为巴勒斯坦的阿拉伯人提供居住地。
- 它将得到埃及总统贾迈勒·阿卜杜-纳赛尔的极大关注，这有助于他摆脱苏联的影响。

### 弗里德里希·巴斯勒时期
从1964年起，弗里德里希·贝斯勒教授主管负责国际工程规划和筹资的"顾问委员会"。从1975年起，他还就此问题建议埃及政府。在波恩的德国联邦经济部委任他做第一次初步可行性研究。
巴斯勒是在近十年的时间里都是盖塔拉工程的主要推动者。上世纪70年代中期，一个大部分是德国人的8个科学家和工程家组成的小组规划了世界上第一个水电和太阳能组合的洼地发电项目。1973年的“巴斯勒研究”为埃及政府开展自身研究奠定了基础。1975年，埃及政府决定要巴斯勒和“盖塔拉合资公司”得出一个该工程的可行性研究报告。
该项目概念是：地中海的海水应该是通过一个运河或隧道流向位于海平面以下盖塔拉洼地。 海水通过钢管流向洼地产生电力。海水一旦进入洼地后因为非常干旱和炎热的天气快速蒸发。这将使得更多的海水进入洼地，并将连续产生电力。
一个60米深的运河将连接地中海与洼地边缘的狭窄地峡。 这个运河将运送海水到洼地，并作为一个通往洼地的航运通道和渔场。海水填充洼地总计需要10年，在此之后，流入的海水和蒸发的水将大致一样，湖泊的水位也将停止改变。
盖塔拉洼地的第一阶段的工程可以产生670兆瓦的电力。第二阶段可另产生1200兆瓦。一个抽水蓄能电站设施将会增加另外的4000兆瓦的尖峰发电能力，总共大概是5800兆瓦。
整个工程的核心问题是向洼地的供水。计算表明，挖掘一条运河或隧道的成本太昂贵了。巴斯勒决定使用核爆炸来挖掘运河。整整213个炮眼，每个拥有1.5兆吨的核爆炸威力。 每一个这些炸弹的威力相当于广岛原子弹爆炸的100倍。尽管如此，这还是符合美国总统德怀特·艾森豪威尔在1953年提出的和平利用原子能的计划。
计划至少要撤离25000名人员。爆炸产生的冲击波可能也会影响构造不稳定的450公里外的红海裂。
另一个危险是增加海岸侵蚀，因为海流的改变可以使十分偏远的沿海地区也遭受侵蚀。另外还必须执行大规模的排雷行动以去除第二次世界大战留下的数以百万计的地雷和未爆弹药。
由于对核解决方案的担心，埃及政府拒绝了该计划， 工程的利益攸关方也放弃了该工程。

### 后续情况
从那以后偶尔还是会有科学家和工程师从不同的角度去探讨这个工程的实施可能性，作为一个解决该地区经济、人口和生态压力的关键，但该项目暂无进展。